# Vince Boryla
Vincent Joseph Boryla (East Chicago, 11 de março de 1927 — Denver, 27 de março de 2016) foi um jogador, treinador e executivo de basquete norte-americano. Era mais conhecido pelo seu apelido "Moose". Iniciou sua carreira de jogador em 1944, tendo tido passagens pelas universidades de Notre Dame e de Denver. Fez parte da seleção que conquistou a medalha de ouro nos Jogos Olímpicos de Verão de 1948 em Londres. Boryla jogou pelo New York Knicks no início da década de 1950, e mais tarde tornou-se treinador do mesmo, entre 1956 e 1958.
Posteriormente em sua carreira, tornou-se gerente geral do clube da American Basketball Association Denver Nuggets. Mais além, também exerceu a mesma posição no Utah Stars. Boryla mais tarde retornou ao Denver quando o mesmo já fazia parte da National Basketball Association. Ele conquistou o prêmio Executivo do Ano da NBA em 1984. Atualmente não exerce nenhum cargo no basquete.
Boryla morreu em Denver, Colorado, em 27 de março de 2016, de complicações de pneumonia, aos 89 anos.